# رايموند كارتر
رايموند كارتر (بالإنجليزية: Raymond Carter)‏ هو سياسي بريطاني، ولد في 17 سبتمبر 1935. حزبياً، نشط في حزب العمال. في الانتخابات العامة في المملكة المتحدة 1970، انتخب عضو البرلمان الخامس والأربعون للمملكة المتحدة عن دائرة برمنغهام، نورثفيلد (18 يونيو 1970 – 8 فبراير 1974) وفي الانتخابات العامة في المملكة المتحدة فبراير 1974 ‏، انتخب عضو البرلمان السادس والأربعون للمملكة المتحدة عن دائرة برمنغهام، نورثفيلد خلال فترته النيابية ‏ (28 فبراير 1974 – 20 سبتمبر 1974) وفي الانتخابات العامة في المملكة المتحدة أكتوبر 1974 ‏، انتخب عضو البرلمان السابع والأربعون للمملكة المتحدة عن دائرة برمنغهام، نورثفيلد خلال فترته النيابية ‏ (10 أكتوبر 1974 – 7 أبريل 1979).